# ゲティ財団
ゲティ財団（J. Paul Getty Trust）は、アメリカ合衆国の石油王ジャン・ポール・ゲティにより設立された私的財団。芸術機関としては世界一の資産を保有し、その額は2009年4月現在、42億ドル程であると推定される。
アメリカ合衆国カリフォルニア州ロサンゼルスにあるゲティ・センターとロサンゼルスのマリブ海岸沿いにあるゲティ・ヴィラの2箇所にあるゲティ美術館を運営している。その他、ゲティ基金、ゲティ研究所、ゲティ保存修復研究所がある。
なお写真や映像の代理店であるゲッティ イメージズは、ジャン・ポール・ゲティの孫であるマーク・ゲッティとジョナサン・クレインが、イギリス・ロンドンで創業した営利企業である。

## 歴史
ゲティ美術館財団は、1953年、石油王であったジャン・ポール・ゲティにより設立された。ゲティは1976年に死去し、6億6000万ドル相当の石油を含む遺産をゲティ財団に残した。相続問題で対立があったものの、1982年に財団はゲティの全ての遺産を受け取った。1982年、財団は新たなプログラムを発足させ、1983年には法人名をゲティ財団とした。
2006年12月4日、財団は、前年に辞任を余儀なくされたバリー・マリッズに代わり、前・シカゴ美術館館長で美術史家のジェームス・ウッドが財団理事長兼、最高経営責任者に就任すると発表した。 2009年、ウッドは財団の資産の大幅な減少により、ゲティ美術館を主に、従業員100人を削減した。 ゲティ美術館とゲティ・ヴィラの駐車料金は50%増の15ドルとなった。. ウッドは2010年6月12日に死去した。

## 日本との関わり
財団は世界的に著名な芸術家の作品を数多く保有しているが、2009年、アジアの写真に焦点を当てることを打ち出し、山本悍右、濱谷浩などの作品を購入することを決定した。（The J. Paul Getty Trust 2009 Report、Los Angeles Timesより）